# Le Lendemain du crime
Pour les articles homonymes, voir The Morning After.
Pour plus de détails, voir Fiche technique et Distribution.
Le Lendemain du crime (The Morning After) est un film américain réalisé par Sidney Lumet et sorti en 1986.

## Synopsis
Alex était une comédienne de talent jusqu'au jour où l'alcool a détruit sa carrière. Le matin de Thanksgiving 1986, elle se réveille chez un inconnu et découvre que l'homme qui dormait à côté d'elle est mort assassiné d'un coup de couteau dans la poitrine. Prise d'un trou de mémoire et dans l'incapacité de se rappeler ce qui s'est passé la veille, elle s'enfuit à San Francisco pour demander à un ancien flic de lui venir en aide. Seulement le cadavre réapparait.

## Fiche technique
- Titre français : Le Lendemain du crime
- Titre original : The Morning After
- Réalisation : Sidney Lumet
- Scénario : James Cresson
- Musique : Paul Chihara
- Photographie : Andrzej Bartkowiak
- Montage : Joel Goodman
- Production : Bruce Gilbert et Faye Schwab
- Pays d'origine :  États-Unis
- Format : couleurs - 1,85:1 - mono
- Genre : thriller
- Durée : 103 minutes
- Date de sortie :
  - États-Unis : 25 décembre 1986
  - France : 25 mars 1987

## Distribution
- Jane Fonda (VF : Annie Balestra) : Alex Sternbergen
- Jeff Bridges (VF : José Luccioni) : Turner Kendall
- Raúl Juliá (VF : Raphaël Gozalbo) : Joaquin Manero
- Diane Salinger (VF : Marie-Brigitte Andreï) : Isabel Harding
- Richard Foronjy (VF : Fernand Berset) : le sergent Herb Greenbaum
- Geoffrey Scott (VF : Julien Thomast) : Bobby Korshack
- James 'Gypsy' Haake (VF : Jacques Ciron) : Frankie
- Kathleen Wilhoite (VF : Muriel Montossey) : Red
- Don Hood : Hurley
- Fran Bennett (en) (VF : Jocelyne Darche) : l'employée de la compagnie aérienne
- Michael Flanagan (VF : Bernard Musson) : le responsable de la compagnie aérienne
- Bruce Vilanch (VF : Jacques Ebner) : Harry, le barman
- George Fisher : Cabbie
- Rick Rossovich (VF : William Coryn) : un inspecteur
- Kathy Bates (VF : Régine Teyssot) : la femme sur Mateo Street
- Corinna Everson : Miss Olympia

## Production
Le tournage a lieu d'avril à juin 1986. Il se déroule en Californie : à Los Angeles (Hollywood Center Studios, Sunset Boulevard, LAX, ...) ainsi qu'à West Hollywood. C'est le seul film tourné par Sidney Lumet à Hollywood, lieu qu'il dit détester.

## Distinction
Jane Fonda est nommée dans la catégorie meilleure actrice aux Oscars 1987.